# Tepecik, Maden
Tepecik là một xã thuộc huyện Maden, tỉnh Elâzığ, Thổ Nhĩ Kỳ. Dân số thời điểm năm 2011 là 160 người.